# Oh Ye-jin
Oh Ye-jin (kor. 오예진; * 10. Mai 2005 in Jeju-do) ist eine südkoreanische Sportschützin.

## Erfolge
Oh Ye-jin wurde 2023 in Changwon mit der Luftpistole über 10 Meter Vizeweltmeisterin bei den Juniorinnen sowie Asienmeisterin bei den Erwachsenen. Darüber hinaus gewann sie im selben Jahr in Jakarta den Weltcup in der Einzel- und der Mannschaftskonkurrenz. Dank ihres Titelgewinns bei den Asienmeisterschaften sicherte sie Südkorea einen Startplatz bei den Olympischen Spielen 2024 in Paris, für den sie selbst dann auch vom Nationalen Olympischen Komitee nominiert wurde. Mit 582 Punkten belegte sie in der Qualifikation den zweiten Platz hinter der Ungarin Veronika Major und zog ins Finale der acht besten Schützinnen ein. Nach 20 Schüssen gehörte sie neben ihrer Landsfrau Kim Ye-ji und Manu Bhaker aus Indien zu den letzten drei verbliebenen Schützinnen. Zwei weitere Schüsse später schied Bhaker als Drittplatzierte aus und erhielt die Bronzemedaille. Oh ging mit einem Vorsprung von 0,8 Punkten in die letzten beiden Schüsse gegen Kim und erzielte mit beiden eine höhere Punktzahl als diese, womit sie Olympiasiegerin wurde. Sie schloss den Wettkampf mit dem olympischen Rekord von 243,2 Punkten ab, Kim folgte auf dem Silberrang mit 241,3 Punkten. Im Mixed startete sie mit Lee Won-ho und belegte mit ihm in der Qualifikation mit 579 Punkten den vierten Platz. Damit zogen die beiden ins Duell um die Bronzemedaille ein, in dem sie jedoch den Indern Manu Bhaker und Sarabjot Singh mit 10:16 unterlagen.